# ルートヴィッヒ・クリューヴェル

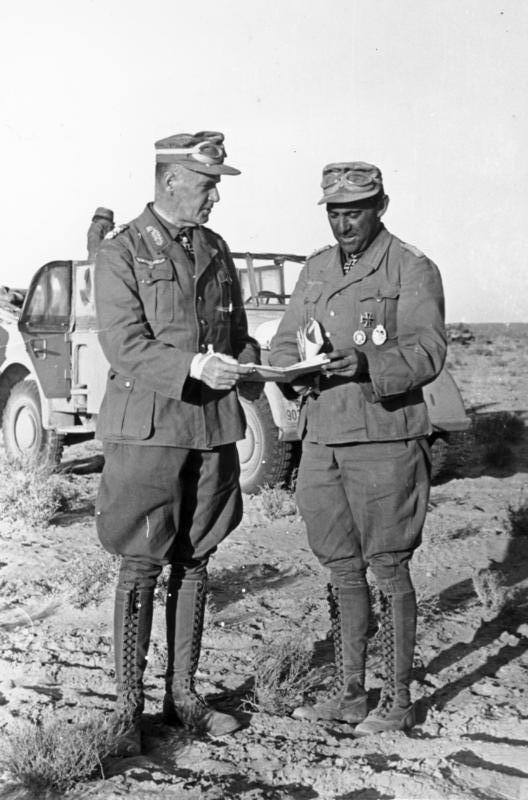
クルーヴェル（左）とバイエルライン中佐（1942年1月）

ルートヴィッヒ・クリューヴェル（Ludwig Crüwell、1892年3月20日 - 1958年9月25日）は、ドイツの軍人。第二次世界大戦ではドイツ国防軍陸軍に所属して装甲部隊を率いた。最終階級は装甲兵大将。

## 経歴
ドルトムントに生まれる。1911年にプロイセン陸軍に騎兵として入営、第一次世界大戦ではさまざまな参謀・前線勤務を積む。終戦時の階級は中尉。戦後も軍に残って参謀畑を歩んだが、兵科を対戦車部隊、ついで1938年に装甲兵科に替えた。1939年の第二次世界大戦勃発時は大佐で陸軍参謀本部の部長を務めていた。
第16軍参謀次長時の1939年12月に少将に昇進。翌年の西方電撃戦に従軍。1940年8月から翌年8月まで第11装甲師団長を務め、バルカン戦線 (第二次世界大戦)やバルバロッサ作戦に従軍。1941年9月、中将に昇進してドイツアフリカ軍団司令官に任命されたが、病気のため着任したのは10月になってからだった。12月に装甲兵大将に昇進。フリッツ・バイエルライン参謀長と共に、上官にあたるエルヴィン・ロンメルと作戦を巡って度々激しく議論した。とりわけ1941年12月のロンメルによる反攻作戦の際は、バイエルラインと共にロンメルに激しく抗議して指揮下の部隊をキレナイカに後退させた。故郷での二ヶ月の休養の後前線勤務に復帰したが、ガザラの戦いの最中の1942年5月29日、航空偵察中に搭乗していたシュトルヒ偵察機を撃墜され、イギリス軍の捕虜になった。
1942年8月から1944年6月までイギリスのトレント・パーク捕虜収容所に収容されていたがその後アメリカ合衆国内の捕虜収容所に移された。西ドイツのエッセンで死去した。